# Bobrynets
Bobrynets (en ukrainien : Бобринець) ou Bobrinets (en russe : Бобринец) est une ville de l'oblast de Kirovohrad, en Ukraine. Sa population s'élevait à 10 651 habitants en 2020. 

## Géographie
Bobrynets se trouve à 51,5 km au sud de Kropyvnytskyï et à 291 km au sud-est de Kiev. La ville est arrosée la rivière Sougoklia.

## Histoire
La première mention de Bobrynets remonte à 1767. En 1816, la localité comptait 1 910 habitants. Elle reçut le statut de ville en 1828. En 1923, on comptait dans la ville cinq usines, des centrales électriques, sept laiteries et une centaine de petits commerces privés. En 1939, une polyclinique fut ouverte. Il y avait également deux hôpitaux et trois dispensaires.
Au début du XXe siècle, la ville compte environ 3 500 juifs. Pendant la guerre civile russe (1918-1920), 160 sont tués au cours de pogroms menés par la population locale. Beaucoup de juifs quittent la ville juste avant l'occupation allemande en 1941. Plusieurs centaines sont enfermés dans un ghetto. Au début de 1942, 358 juifs seront assassinés lors d'exécutions de masse dans la forêt voisine.

## Population
Recensements ou estimations de la population :
| 1897*  | 1923*  | 1926*  | 1939* | 1959*  | 1970*  |
| ------ | ------ | ------ | ----- | ------ | ------ |
| 14 281 | 12 374 | 11 078 | 9 098 | 13 056 | 11 908 |

| 1979*  | 1989*  | 2001*  | 2011   | 2012   | 2013   |
| ------ | ------ | ------ | ------ | ------ | ------ |
| 12 842 | 12 869 | 12 300 | 10 945 | 10 944 | 10 991 |

| 2014   | 2016   | 2017   | 2018   | 2019   | 2020   |
| ------ | ------ | ------ | ------ | ------ | ------ |
| 11 005 | 10 992 | 10 898 | 10 846 | 10 758 | 10 651 |

### Liée à la ville

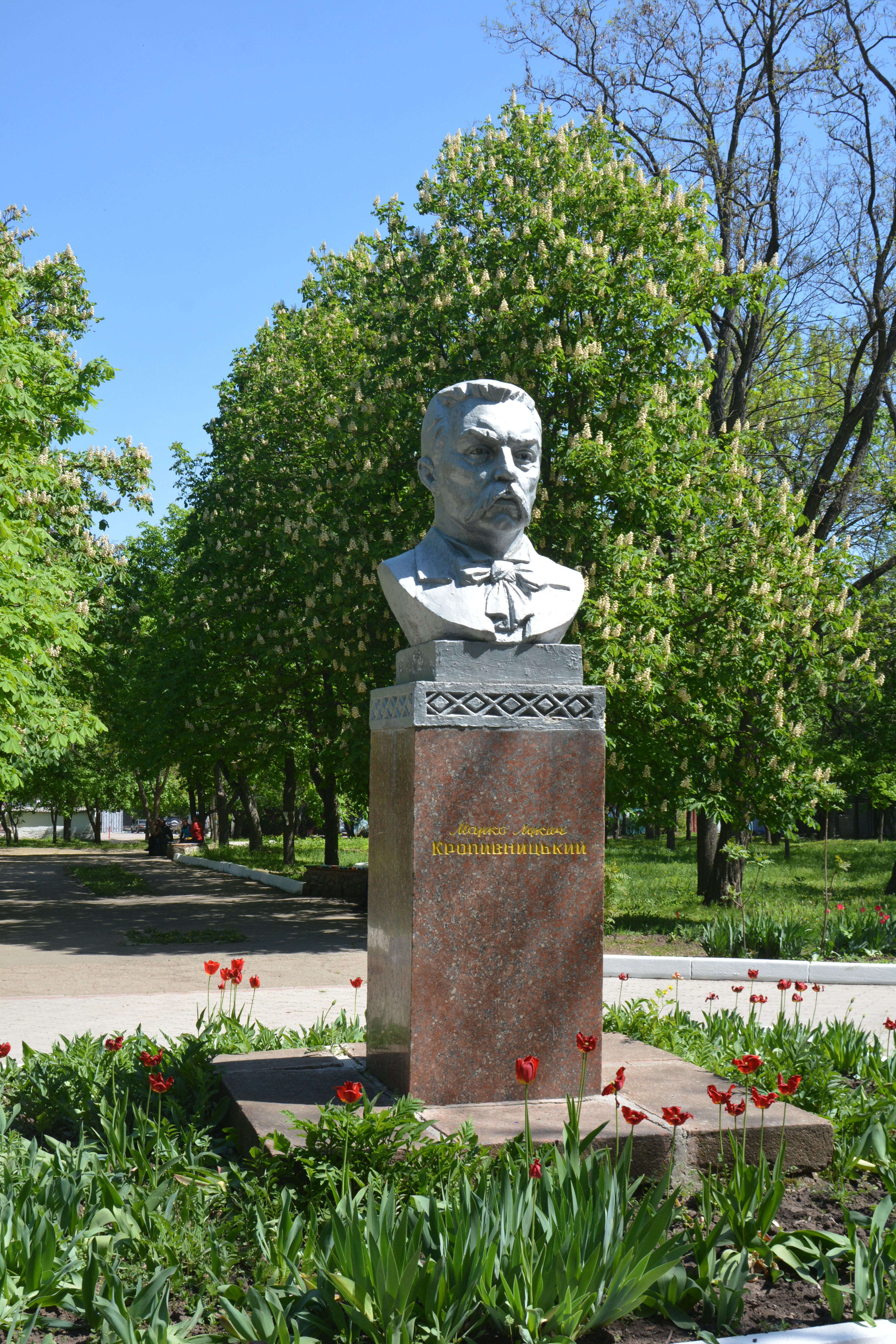
Buste de Marko Kropyvnytsky, classée dans le parc éponyme.

## Culture

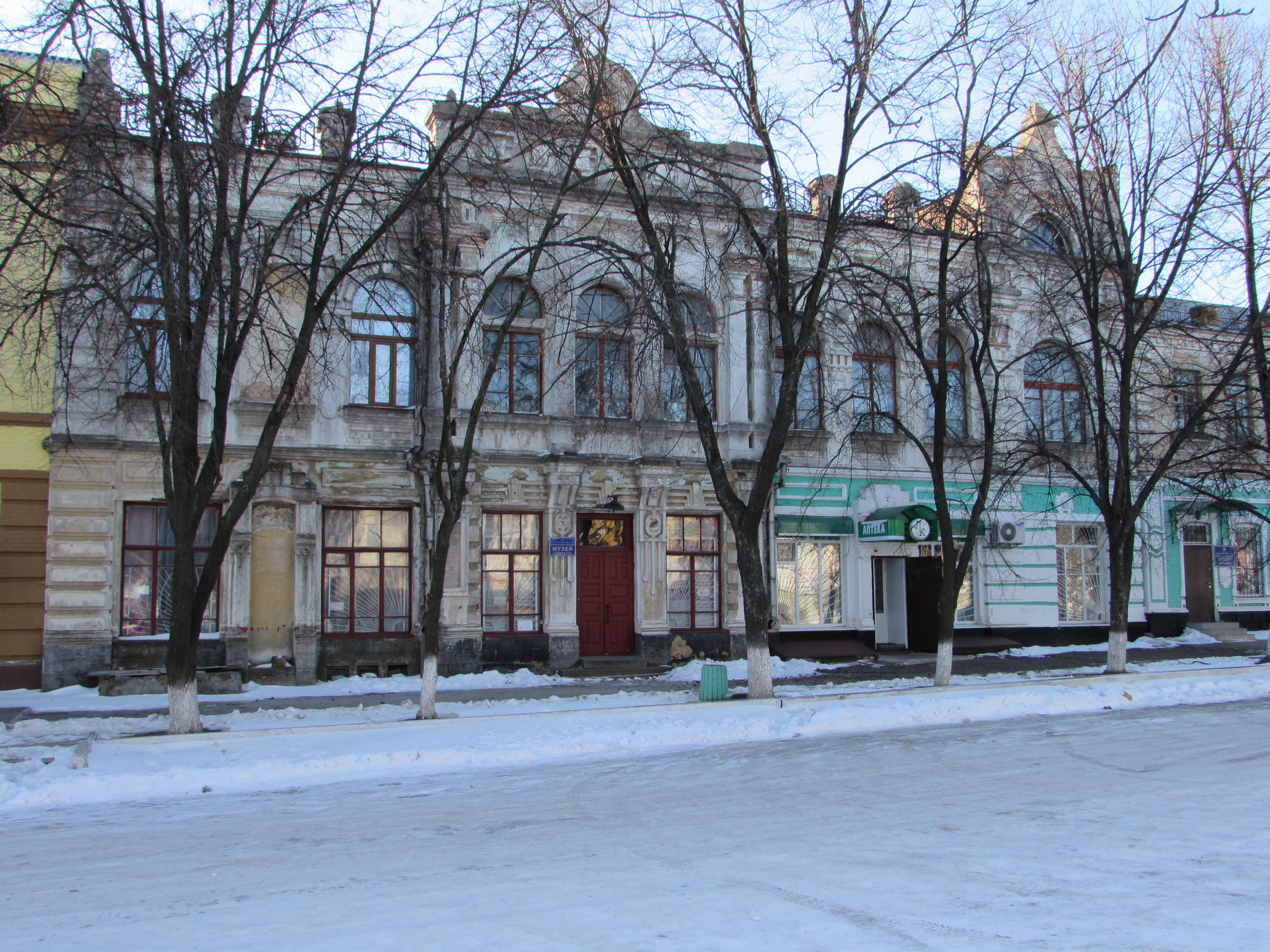
Musée, classé[5],
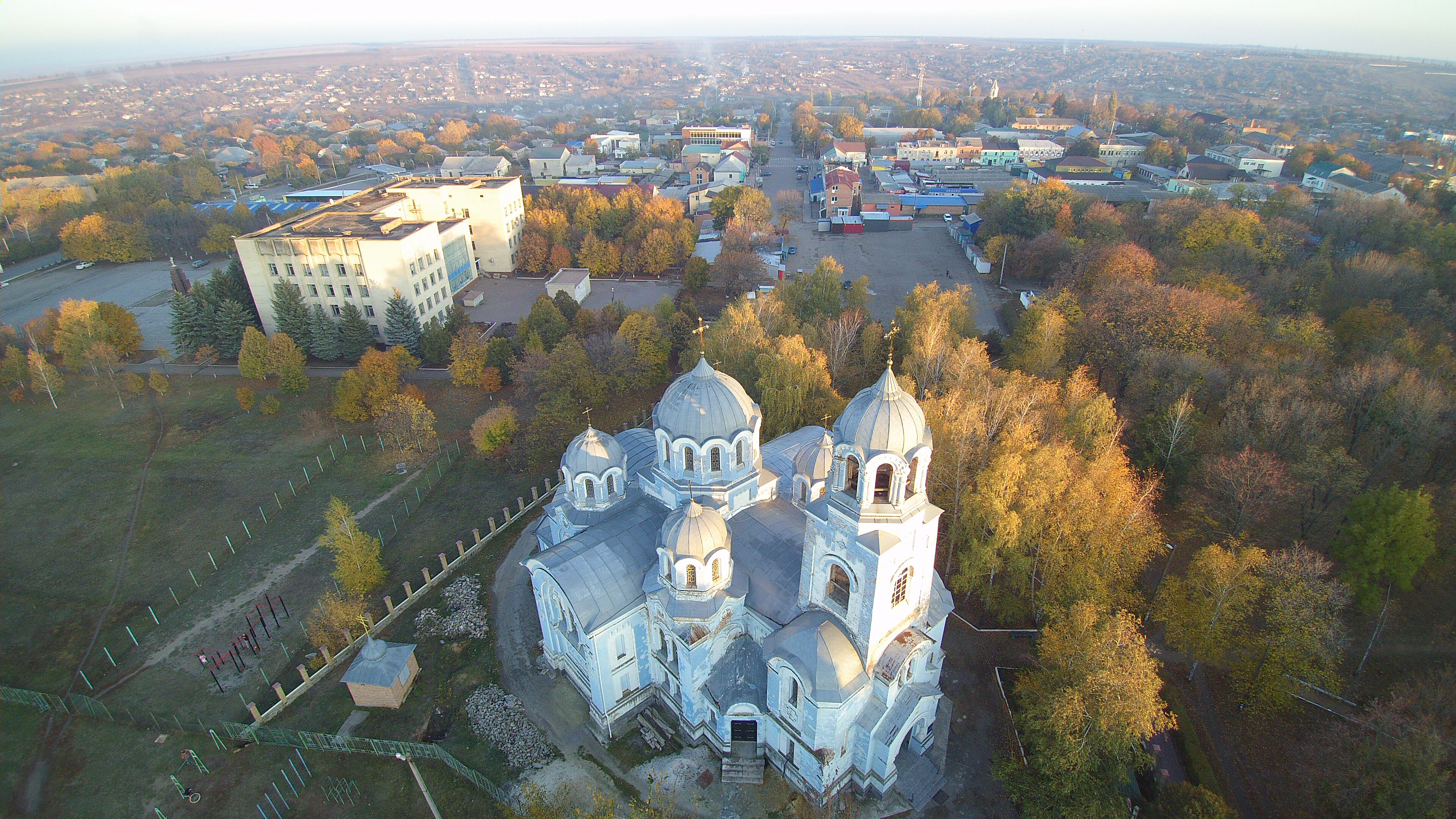
Église de l'Ascension, classée[6],
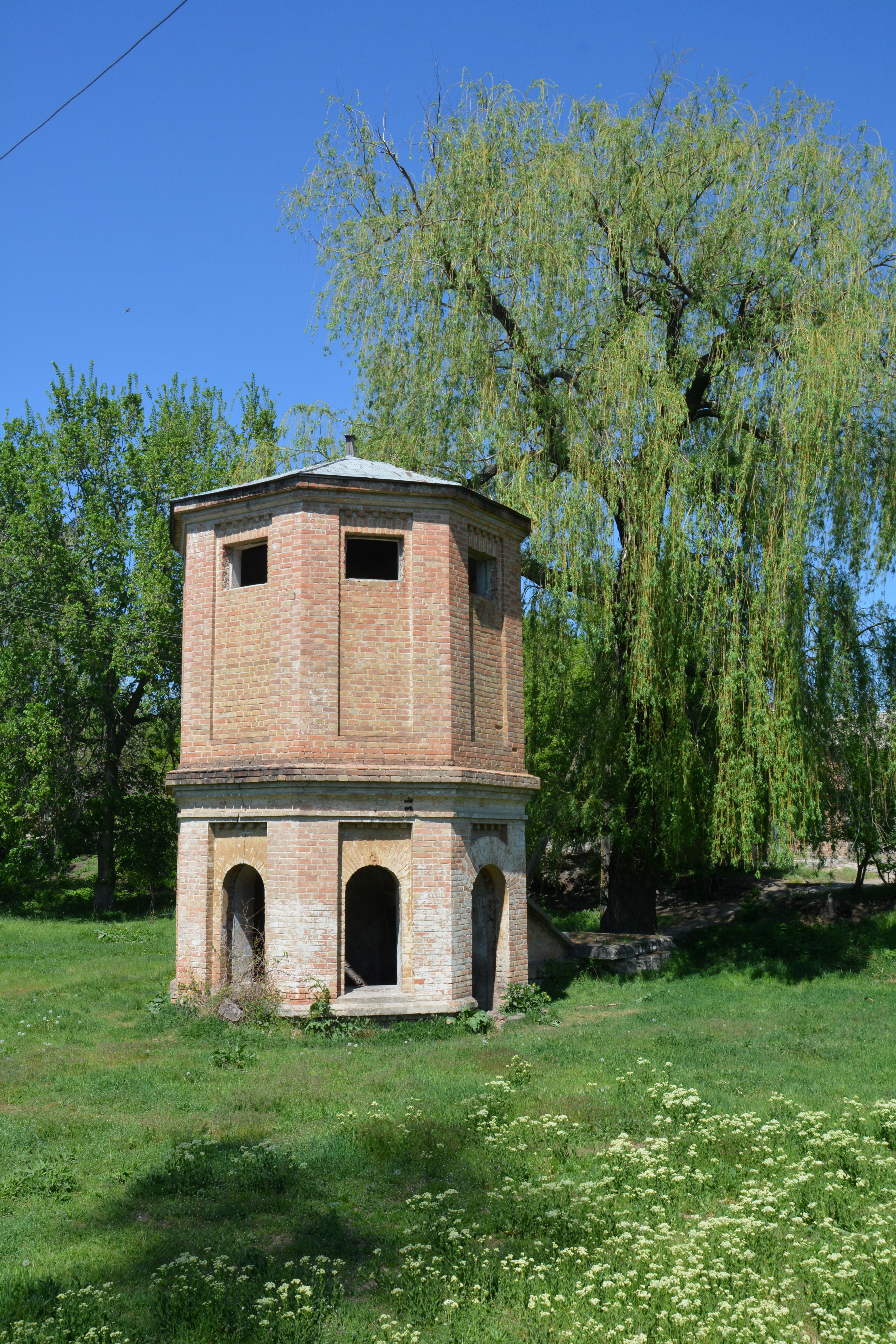
Château d'eau du parc de la Croix rouge, classé[7],
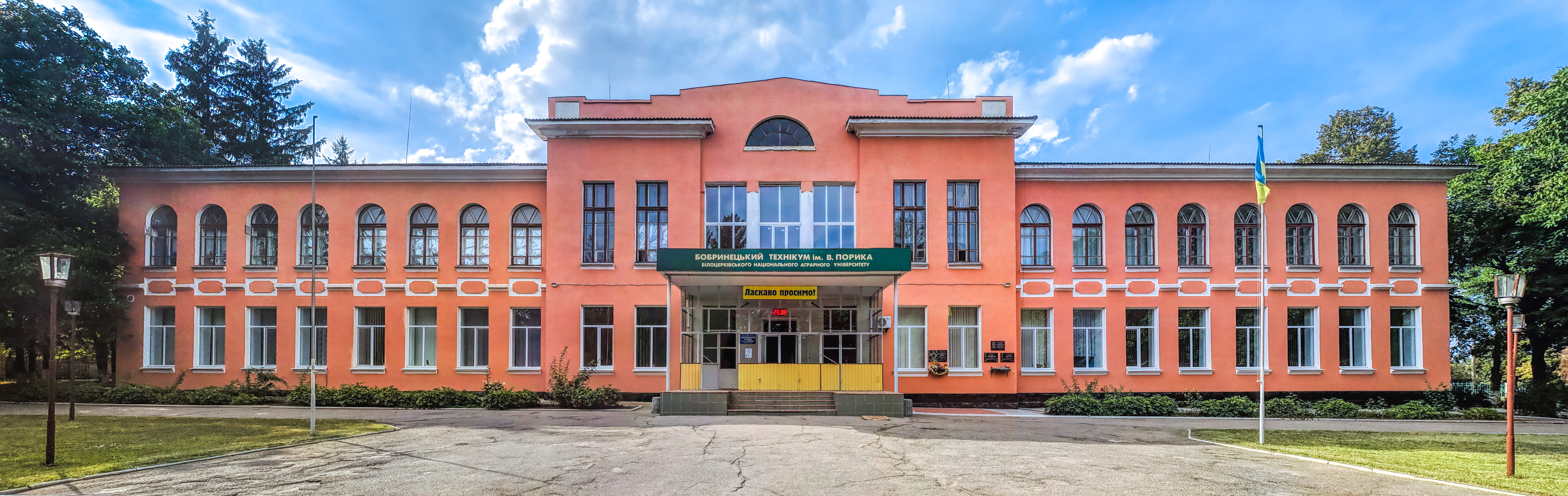
Collège, classé[8],
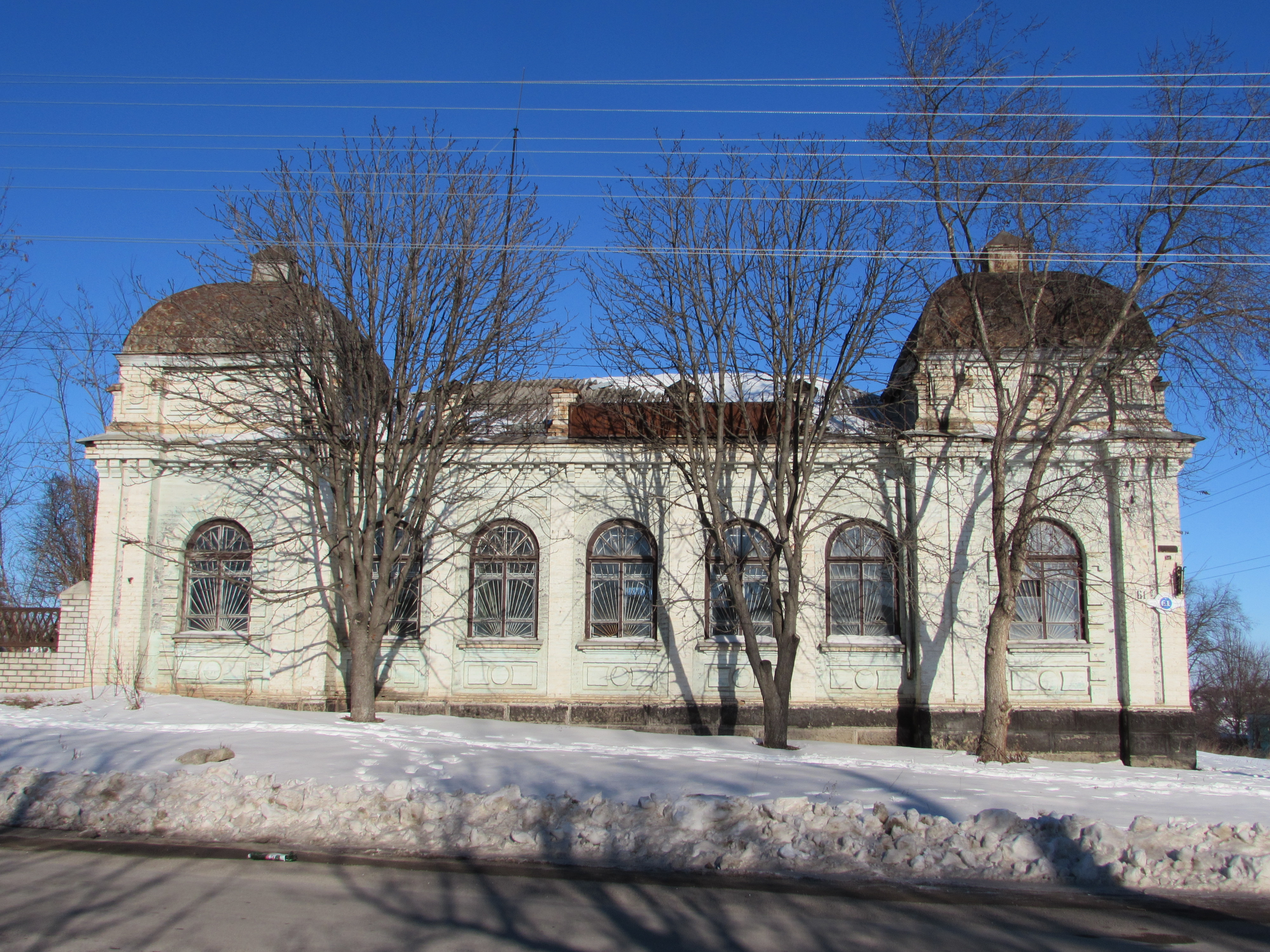
La synagogue, classée[9],
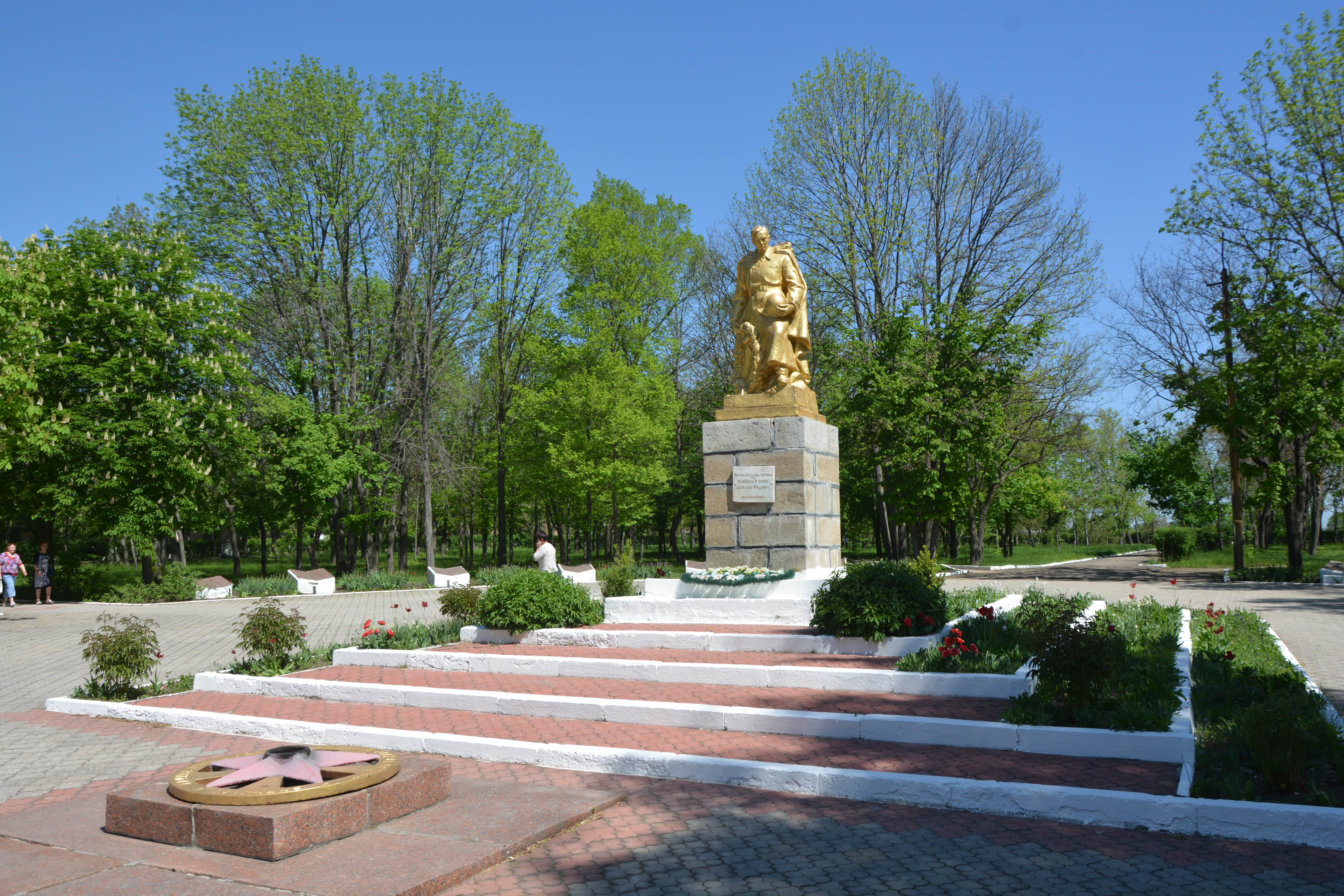
Monument aux 47 soldats de l'Armée rouge, classé[10] dans le parc Kropyvnytsky,
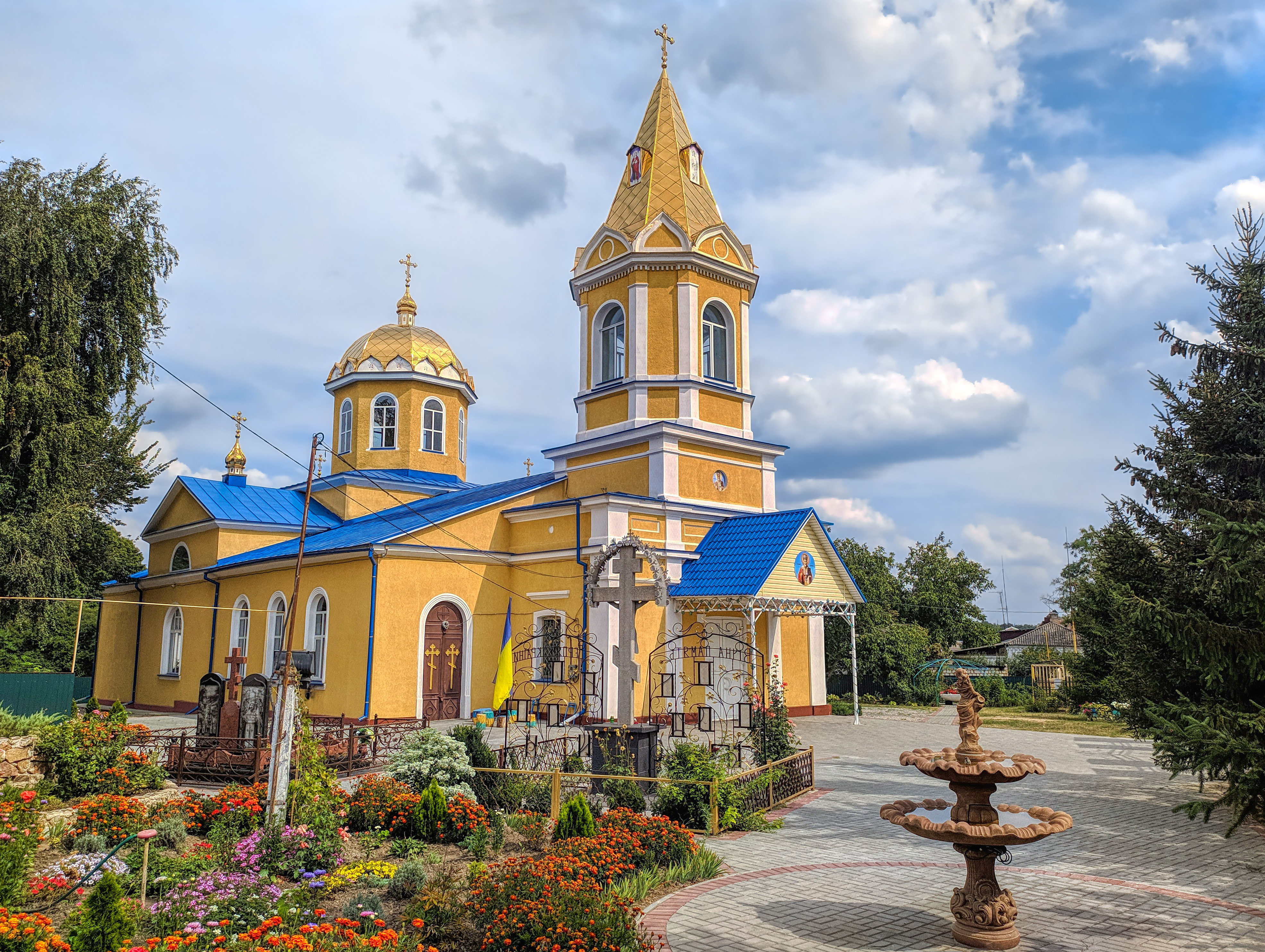
Église Saint-Nicolas, classée[11].